# 그라드스코시

그라드스코 시의 위치

그라드스코시(마케도니아어: Општина Градско)는 마케도니아 공화국 동부에 위치한 지방 자치체로 행정 중심지는 그라드스코이며 면적은 236.19km2, 인구는 3,760명(2002년 기준)이다. 북쪽으로는 벨레스 시와 로조보 시, 동쪽으로는 슈티프 시, 서쪽으로는 차슈카 시, 남쪽으로는 로소만 시와 접한다.